# بسام الدخيل
بسام بن علي الدخيل (19 إبريل 1990)، إعلامي سعودي، مذيع ومراسل ومستشار إعلامي إم بي سي، عمل في العديد من المؤسسات الإعلامية السعودية والدولية، ومستشاراً إعلامي للعديد من الجهات الحكومية والخاصة، حاصل على  بكالوريوس صحافة ونشر إلكتروني من كلية الإعلام والاتصال بجامعة الإمام محمد بن سعود الإسلامية.

## الحياه المهنية
بدأ بسام الدخيل عمله الإعلامي في العام 2008 كموظف تسويق في الشركة العربية للوسائل والتابعة للمجموعة السعودية للأبحاث والتسويق. حيث عمل كمتعاون في القناة الرياضية السعودية، ثم عمل لمدة 4 سنوات في المركز الإعلامي بنادي الشباب منذ العام 2010 وحتى العام 2014، كان حينها منسقاً إعلامياً ومشرفاً على الحساب الرسمي للنادي في تويتر، وفي مطلع العام 2016 أصبح مديراً للمركز الإعلامي بنادي الرياض. لكنه قبل ذلك وتحديداً مطلع العام 2014 أنضم «لمجموعة MBC» كمشرف مهام، قبل أن يتحول إلى مراسل ومذيع تلفزيوني نهاية العام 2014، واستمر الدخيل في الظهور التلفزيوني عبر MBC وبرامجها المتنوعة، حتى العام 2022، عندما انتقل إلى قناة SSC الرياضية لتقديم الاستوديوهات التحليلية لمباريات الدوري السعودي حينها، كما عمل الدخيل مستشاراً إعلامياً للعديد من الجهات الحكومية والخاصة.

## برامج في قناة إم‌ بي‌ سي 1
- برنامج MBC في اسبوع
- برنامج «نشرة التاسعة»
- برنامج صباح الخير ياعرب
- برنامج بدرية